# Runc (Scărișoara), Alba
Runc este un sat în comuna Scărișoara din județul Alba, Transilvania, România.